# Zboże techniczne
Zboże techniczne – umowna grupa roślin uprawnych w celach innych niż konsumpcyjne lub paszowe.
Przykładami roślin technicznych są: len, konopie, bawełna, juta, rzepak, soja, słonecznik, trzcina cukrowa, kukurydza woskowa itd.
Zboże techniczne ma zastosowanie w produkcji tkanin, papieru, olejów, biopaliw, materiałów izolacyjnych, oraz pasz dla zwierząt (soja).
Termin tzw. zboże techniczne pojawił się w roku 2022, jednak o imporcie tego zboża z Ukrainy zrobiło się głośno w roku 2023.